# Горинські Крутосхили
Гори́нські крутосхи́ли — комплексна пам'ятка природи загальнодержавного значення в Україні. Розташована в межах Луцького району Волинської області, на схід від с. Скреготівка та на південь від села Деражне Рівненської області. 
Площа 30 га. Статус присвоєно 1975 року на підставі Постанови Ради Міністрів Української РСР від 14.10.1975 № 780-р. Перебуває у віданні філії «Ківерцівське лісове господарство», Горинське лісництво, кв. 39, вид. 24, 26, 27, 30-32, 33, 37, 40, 41, 46, 47. 
Статус присвоєно для збереження високобонітетних дубово-грабових насаджень з домішкою берези повислої, клена гостролистого, осики, липи серцелистої та сосново-дубових насаджень на високому лівому березі річки Горинь, на півдні зони мішаних лісів. Окремими ділянками зростають високопродуктивні ялинники. 
У трав'яному покриві зростають глуха кропива, печіночниця звичайна, зірочник лісовий, медунка темна, осока пальчаста, фіалки дивна і гірська, просянка розлога, чина весняна, веснівка дволиста та ін. Трапляється рідкісний вид, занесений до Червоної книги України — гніздівка звичайна. 
З представників фауни поширені вуж звичайний, припутень, зозуля звичайна, одуд, щеврик лісовий, вівчарик-ковалик, дрозди співочий та чорний, синиці велика і блакитна, костогриз, їжак білочеревий, вивірка звичайна, мишівка лісова та ін. З видів, занесених до Червоної книги України трапляються жук-олень, махаон, мідянка звичайна та ін. 
У 2010 році ввійшов до складу національного природного парку «Цуманська Пуща». 

## Галерея

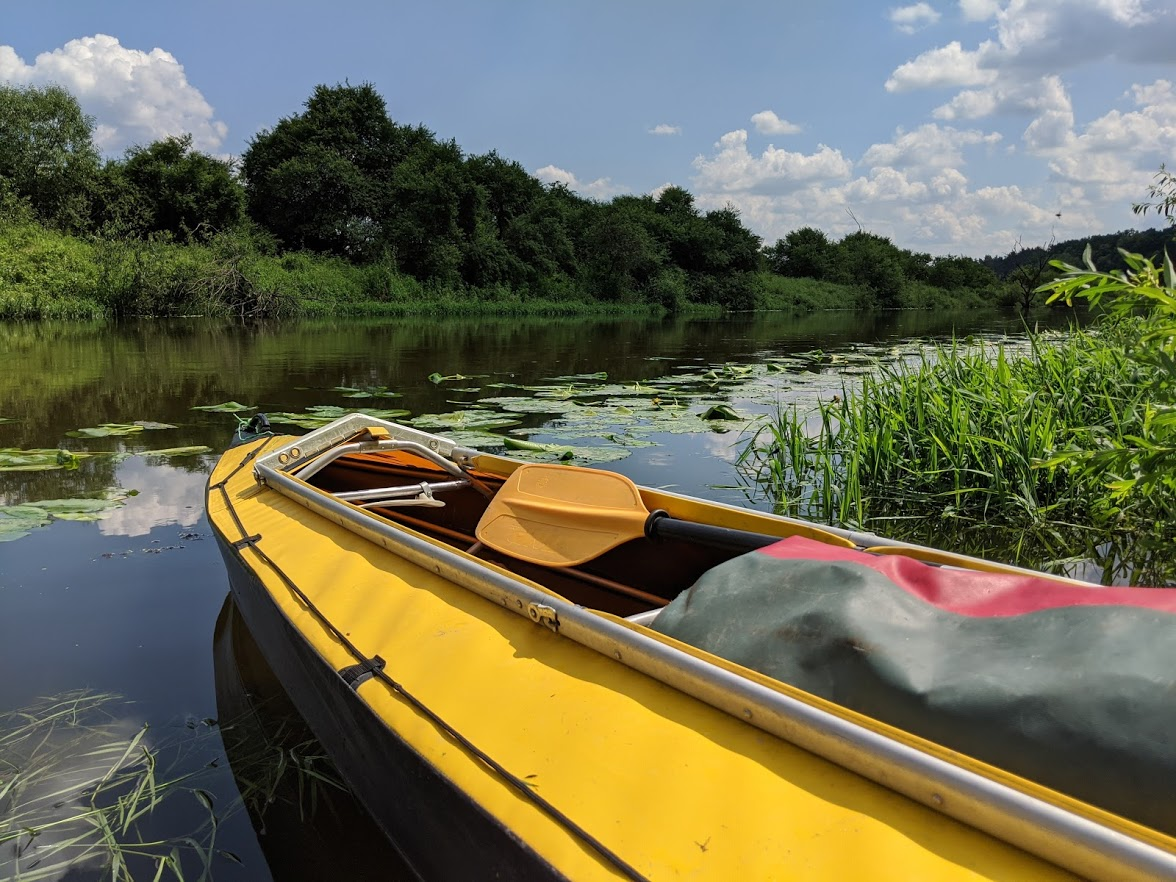
Сплав по річці Горинь. Зупинка «Горинські крутосхили»
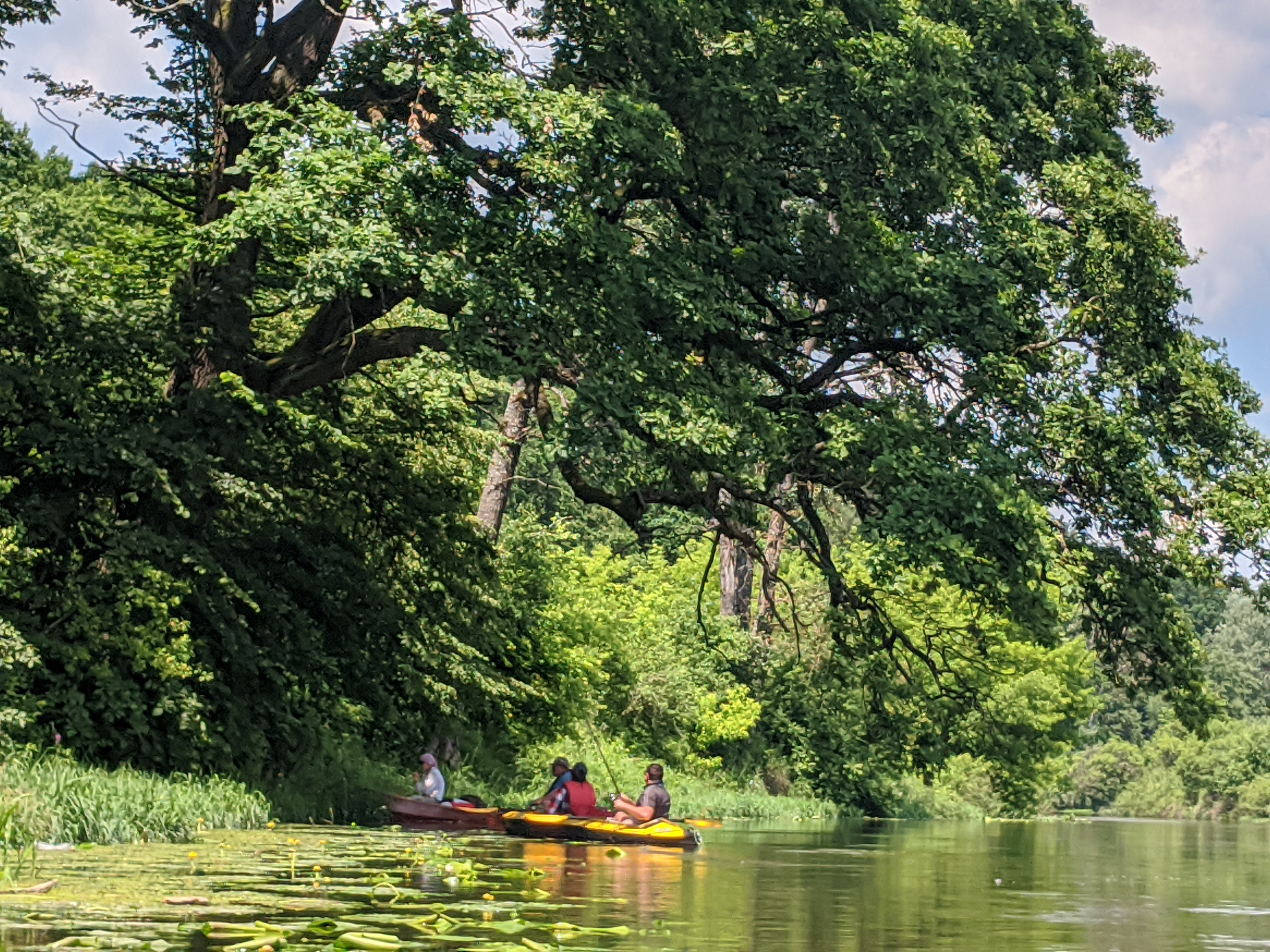
Горинські береги
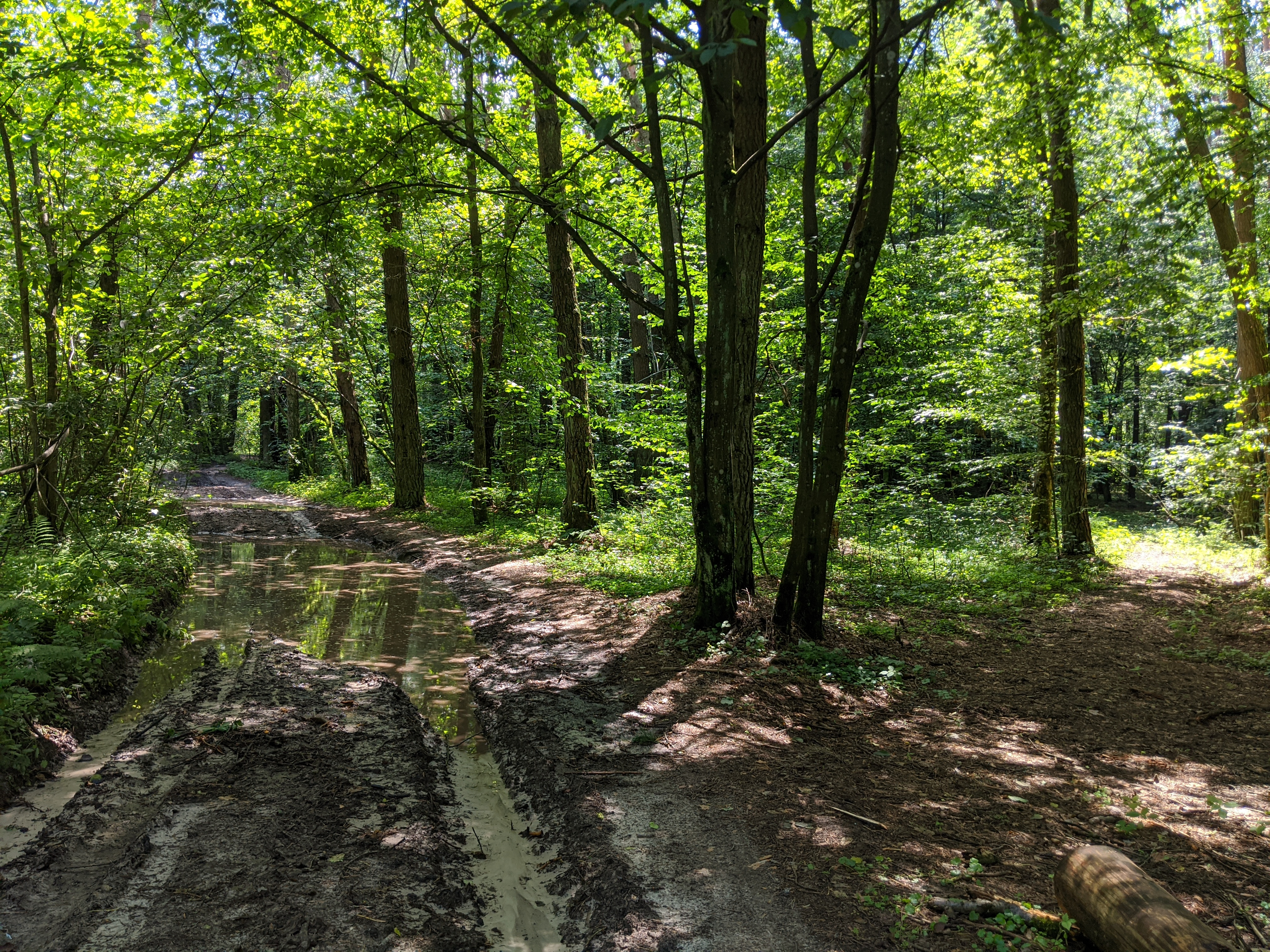
Після дощу
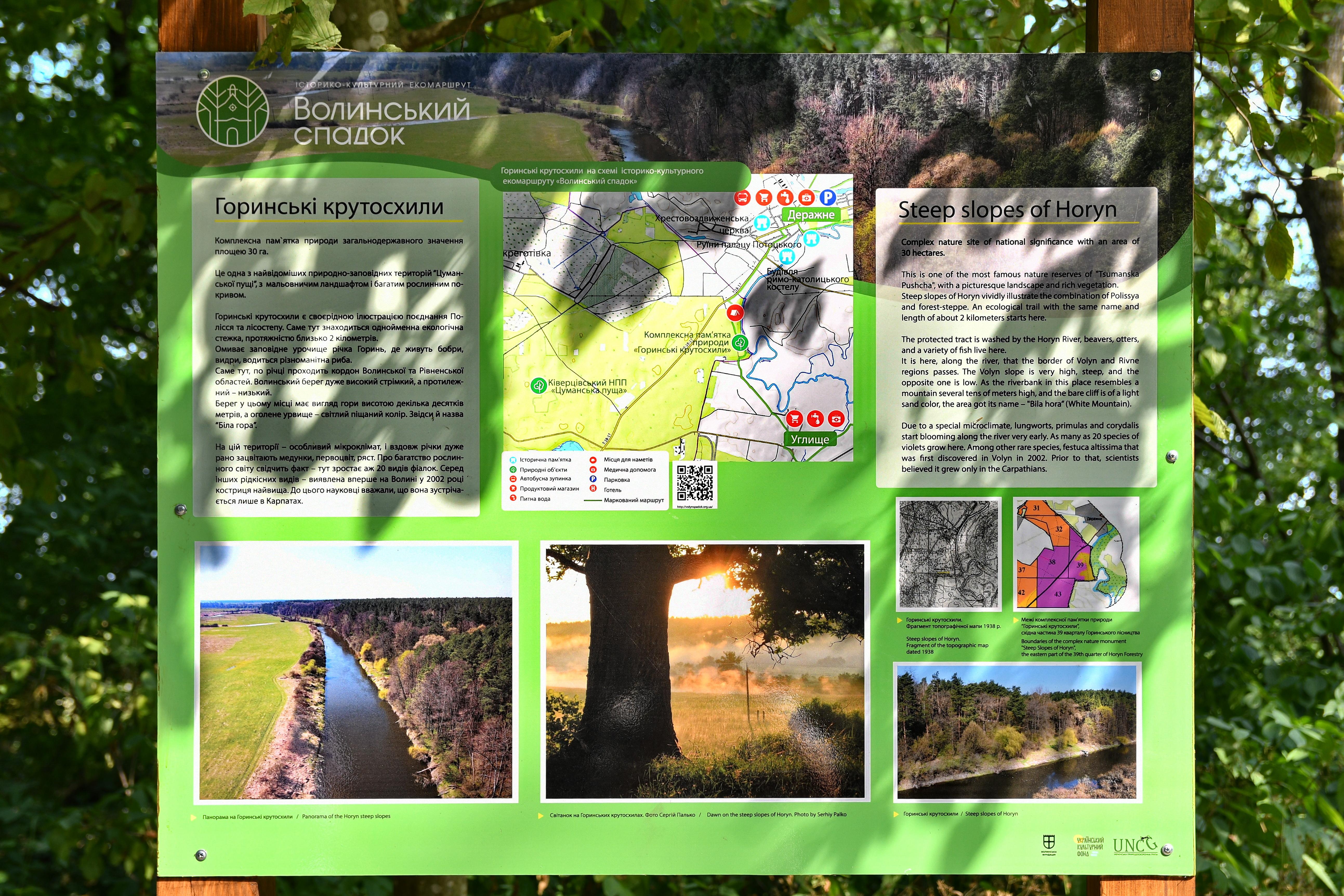
Інформаційна дошка
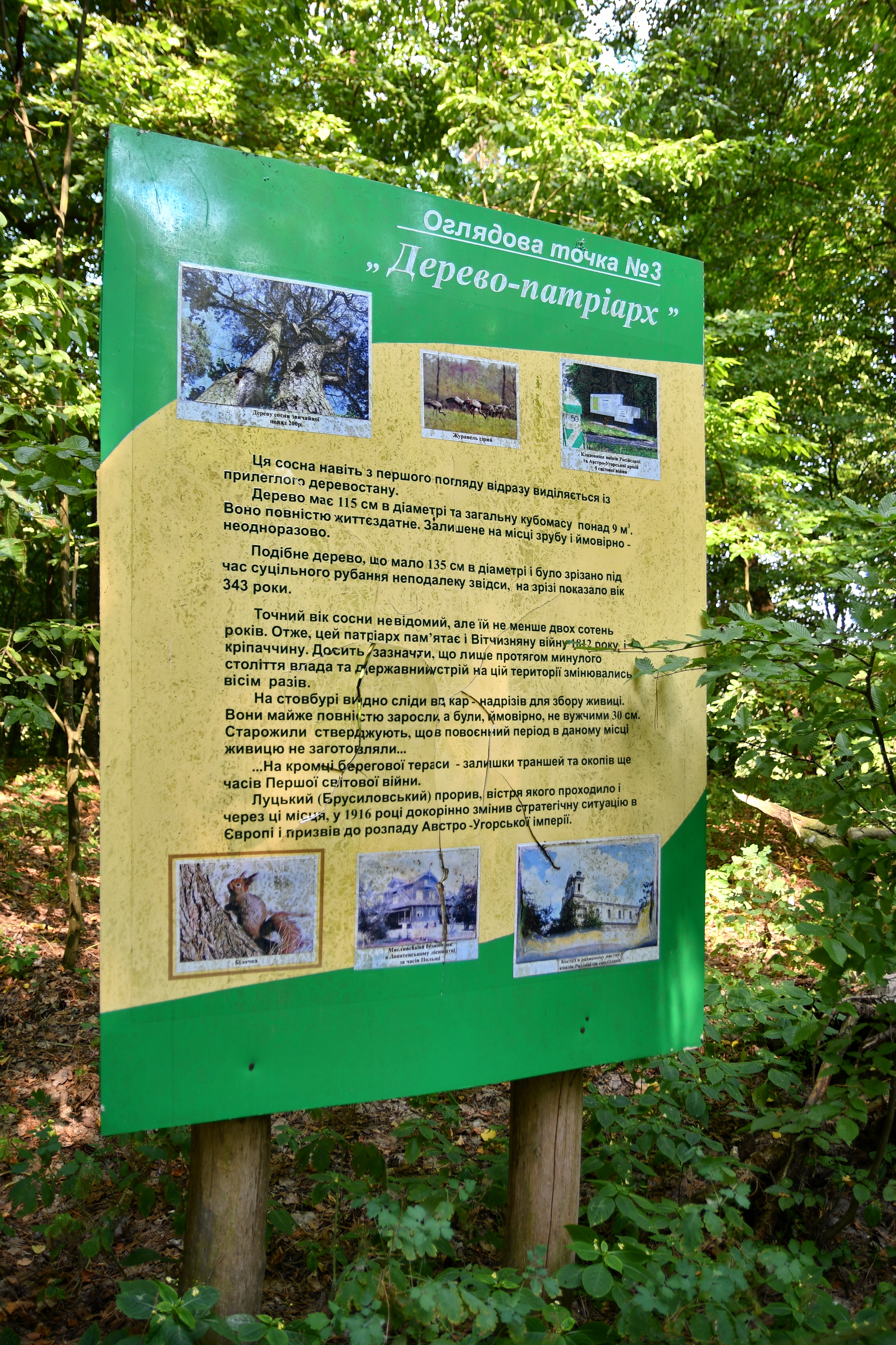
Оглядова точка № 3
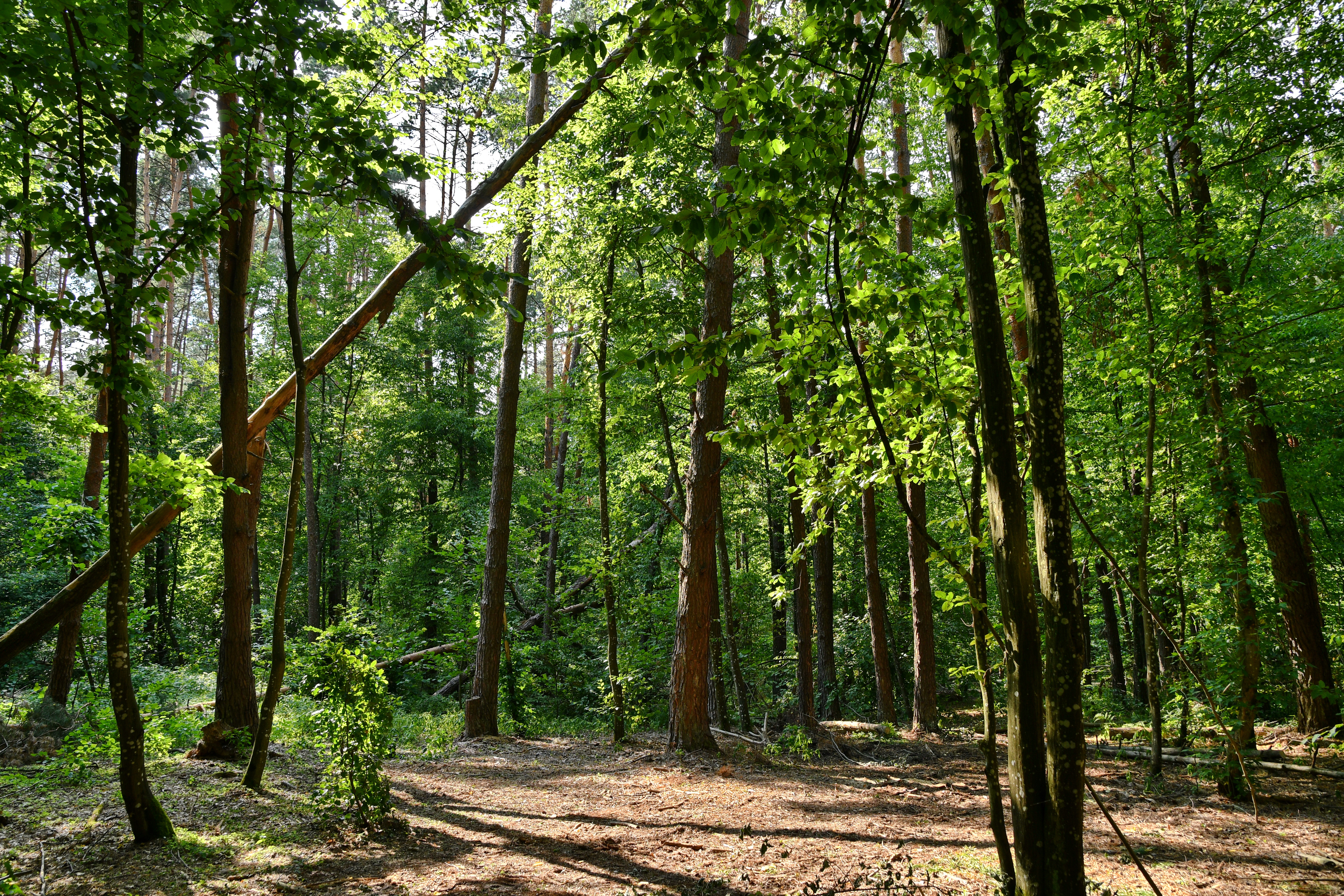
Сосни у точці № 3
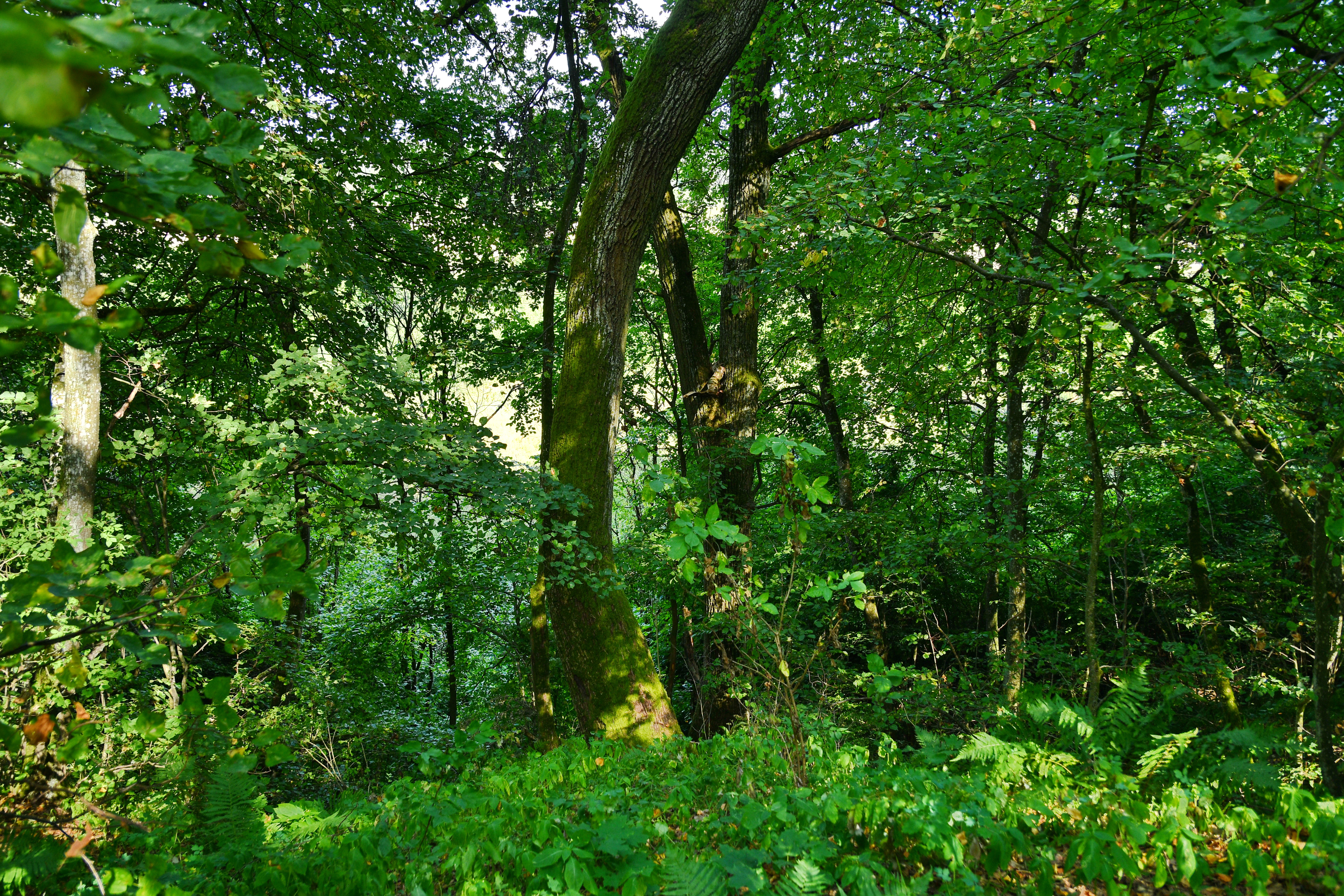
Дуби у точці № 6